# Park Miejski przy placu Kościuszki w Lesznie
Park Miejski przy placu Tadeusza Kościuszki – park położony w Lesznie, zajmuje teren przed Pałacem Sułkowskich. 
Park posiada charakter zabytkowy, zajmuje obszar 1,4916 ha i jest zarządzany przez Miejski Zakład Zieleni w Lesznie. Od strony północnej znajduje się wybudowany w 1898 gmach dawnego gimnazjum im. J.A. Komeńskiego, od wschodu Pałac Sułkowskich, a od południa zabytkowa zabudowa ulicy Ofiar Katynia, zachodnią granicę parku stanowi ulica Gabriela Narutowicza. 

## Historia
Historia parku sięga XVII wieku, kiedy to przed założeniem pałacowym powstał modny w tamtych czasach ogród włoski. Wcześniej w tym miejscu znajdował się niewielki zamek wybudowany przez rodzinę Leszczyńskich. Decyzją Wojewódzkiego Konserwatora Zabytków z dnia 20 sierpnia 1985 park został uznany za prawnie chroniony zabytek, łączący w sobie szczególne walory fauny i flory. 

## Przyroda

### Flora

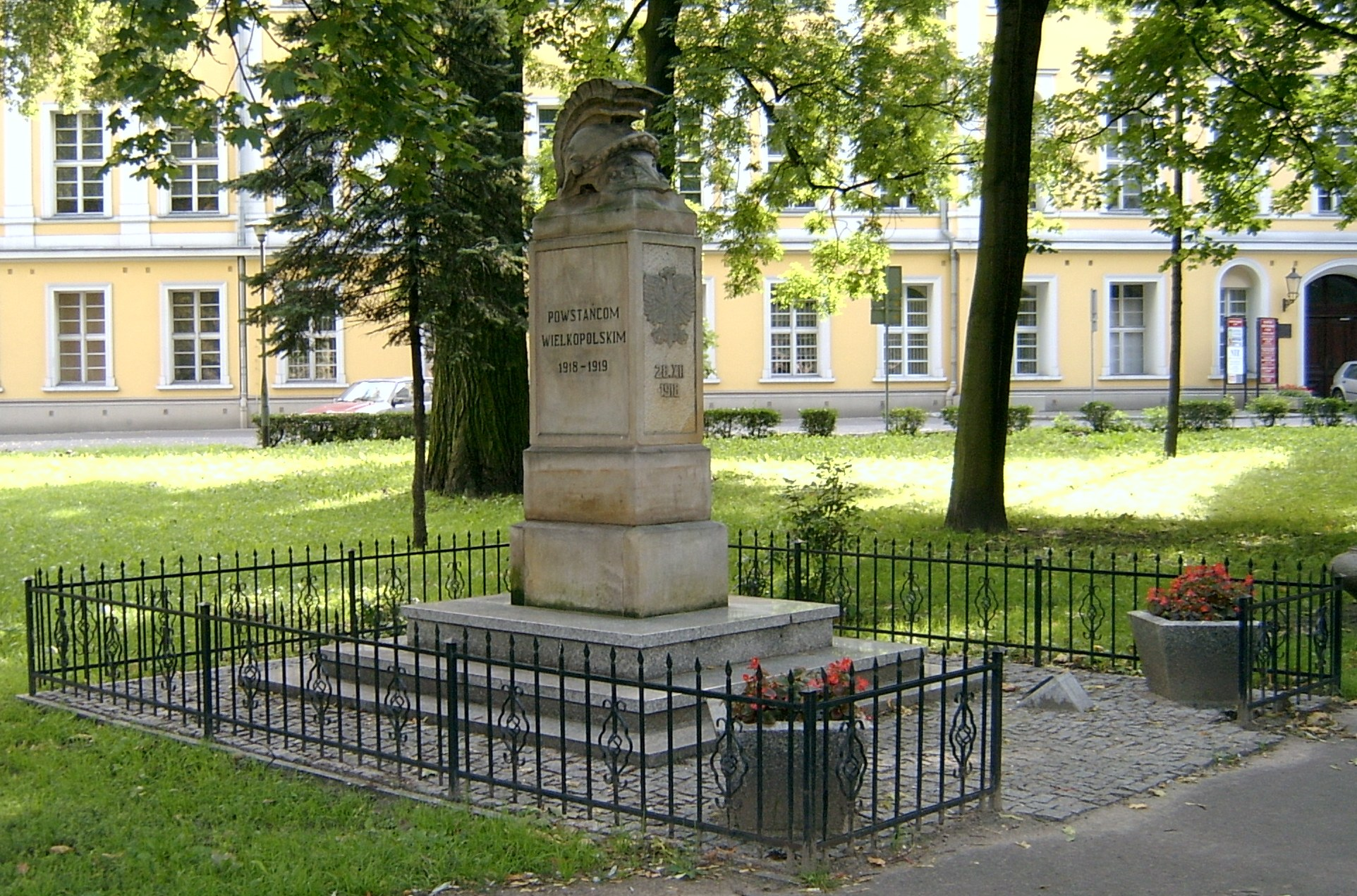
Pomnik Powstańców Wielkopolskich w parku, w tle Pałac Sułkowskich

W Parku Miejskim przy Placu Tadeusza Kościuszki występuje 26 gatunków drzew i krzewów krajowych i obcych. Osobliwością jest egzemplarz miłorzębu dwuklapowego (Ginko biloba), który w tym przypadku nie wykształcił korzeni oddechowych. Ponadto w parku rośnie: 
- 4 szt. kasztanowca czerwonego (Aesculus carnea);
- 7 szt. platanów klonolistnych (Platanus acerifolia), obwód pni 270-400 cm;
- 10 szt. grabów pospolitych (Carpinus betulus), obwód pni pow. 100 cm;
- 17 szt. klonów pospolitych (Acer platanoides L.), obwód pni 80-195 cm;
- wiąz szypułkowy (Ulmus laevis), obwód pnia 310 cm.
- cypryśnik błotny (Taxodium distichum);
- klon srebrzysty (Acer saccharinum);
- klon jawor odmiana purpurowa (Acer pseudoplatanus ‘Atropurpureum’wink;
- dąb szypułkowy (Quercus robur), obwód pnia 400 cm;
- iglicznia trójcierniowa (Gleditschia triacanthos);
- buk pospolity odmiana purpurowa (Fagus sylvatica ‘Atropurpurea’wink');
- metasekwoja chińska (Metasequoia glyptostroboides);
- dąb czerwony (Quercus rubra);
- świerk kłujący (Picea pungens);
- żywotnik (Thuja sp.).

### Fauna
Świat zwierząt reprezentują ptaki m.in. sierpówki (Streptopelia decaocto), wróble (Passer domesticus), sikorki bogatki (Parus major), kosy (Turdus merula), drozdy (Turdus philomelos), piegże (Sylvia curruca), kowaliki (Sitta europaea). Na terenie parku znajdują się dwa stawy o łącznej powierzchni 3508 m2, żyją na nich kaczki krzyżówki (Anas platyrhynchos) oraz łabędzie nieme (Cygnus olor). Warto wspomnieć, że pierwsze łabędzie nieme sprowadzono w połowie XVII wieku na dwór Bogusława Leszczyńskiego z Anglii.